# 송정렴 존양재문집 목판
송정렴 존양재문집 목판(宋挺濂 存養齋文集 木板)은 대한민국 경상남도 합천군 대병면 유전리에 있는, 조선 중기의 문신인 존양재 송정렴(1612∼1684)의 시문을 모아 간행한 문집을 새긴 6권 3책의 책판이다. 1985년 11월 14일 경상남도의 유형문화재 제248호 존양재선생 문집책판으로 지정되었다가, 2018년 12월 20일 현재의 명칭으로 변경되었다.

## 개요
조선 중기의 문신인 존양재 송정렴(1612∼1684)의 시문을 모아 간행한 문집을 새긴 6권 3책의 책판이다.
송정렴은 효종 6년(1655) 과거에 합격한 뒤 성균관학유, 사헌부감찰, 예조정랑 등의 벼슬을 했고, 주로 남인 계열의 사람들과 지냈다. 기장현감으로 있을 때에는 훌륭한 치적을 남기기도 했다.
문집의 서문은 당시 영남학자의 대표자인 갈암 이현일(1627-1704)이 썼다. 이 문집은 원고를 백수십여 년간 간직해 오다가 고종 때 와서 성재 허전이 발문을 붙여서 1901년 그 후손들이 간행한 것이다.

## 참고 문헌
- 송정렴 존양재문집 목판 - 국가유산청 국가유산포털